# عرب سنغافورة
لقد كانت هناك عدة هجرات عربية إلى دول آسيا وأفريقيا وأوروبا، وضمن تلك الهجرات دخل الحضارم إلى سنغافورة، بغرض التجارة، فقاموا بإيصال الدين الإسلامي واللغة العربية لهذه البلاد، مما أدى ذلك إلى زرع الثقة في نفوسهم واندماجهم مع العرب المهاجرين والحضارم منهم تحديدا.

## سيطرة العرب على التجارة في آسيا
لقد سيطر العرب على الأعمال التجارية في سنغافورة، وتحديدا الأعمال النفطية والتجارية المفتوحة، وفي خلال فترة الاستعمار البريطاني كان للثقافة العربية تأثير قوي جدا على الثقافة الماليزية وكان ذلك من خلال الدين، وكان ذلك واضح من الهندسة المعمارية العربية في المساجد و(Kampong Glam). وفي ذروة الازدهار العربي أبقى عرب سنغافورة الارتباطات الوثيقة مع منبعهم الأساسي حضرموت، وقد قاموا أيضا بضخ الأموال إلى معقلهم محاولة في إنماء المنطقة وإبقاء أهلها فيها بدلا من السفر إلى مكان آخر، لقد قام الأغنياء منهم ببناء البيوت الفاخرة، وقد كان أعظمها قصر عائلة الكاف، وقد قام العرب أيضا بإرسال أبنائهم إلى حضرموت لمدة من الزمن لكي يستطيعوا التعرف على حضارتهم العربية ولتقوية الهوية العربية لديهم، وقد أبقت هذه العادة لغتهم وثقافتهم العربية الحضرمية، ونتيجة لذلك اندمج الملايو معهم وأصبحوا يستطيعون التحدث باللهجة الحضرمية من اللغة العربية، لقد اعتبرت حضرموت ساحة تدريب ثقافية وكان الوقت الذي قضاه الجيل الجيل الجديد من العرب السنغافوريين هناك التحضير النهائي للتعلم عن هوية الإنسان العربي، وبعد ذلك يعودون مباشرة إلى سنغافورة ليقوموا بأخذ مكانهم في تجارة الأعمال العائلية.
كما كان للعرب في سنغافورة إسهامات ثقافية وإعلامية وأدبية كبيرة عن طريق إصدار عدد من الصحف مثل صحيفة (العرب)، التي كانت تصدر في ثلاثينيات القرن الماضي.[بحاجة لمصدر]

## بعد الحرب العالمية الثانية
خلال الحرب العالمية الثانية كان السفر مستحيلًا، لكن عادت الأمور إلى ما كانت عليه فيما بعد، على كل حال بعد أن أصبح هناك قانون للتحكم في الإيجارات، تم تجميد المدخولات وأصبح من الواضح أن المدخولات المتبقية لن تكون كافية للجيل الجديد، ولذلك تحمس الآباء لفكرة تعليم أبنائهم، فقامت العوائل الغنية بإرسال أبنائها إلى لندن للدراسة، بينما قامت العوائل الأخرى بإرسال أبنائهم إلى مدينة عدن بدلا من حضرموت للدراسة والعمل، وبذلك بقيت الصلات اللغوية والثقافية، ولكن المدخولات العائلية استمرت في الهبوط.

## في الستينات
في فترة الستينيات حدث تغيير جوهري، وهي استقلال جنوب اليمن مع حكومة شيوعية، وكان ذلك السبب في وضع حد فاصل لعودة الحضارم إلى بلدهم الأصلية، وفي نفس الوقت تسببت التنمية الاقتصادية في سنغافورة إلى اتساع أهمية اللغة الإنجليزية والحصول على درجات علمية عالية كان مطلب ضروري. بعد ذلك عندما كبر الجيل الجديد من عرب سنغافورة كانوا قد أضاعوا لغتهم وهويتهم العربية وحتى انتسابهم إلى حضرموت، بعض العوائل قاموا بإرسال أبنائهم في السبعينات مع ازدهار النفط إلى الخليج العربي والسعودية حيث استطاعوا استعادة هويتهم ولغتهم العربية، لكنهم لم ينجحوا في البقاء هناك، لأنهم لم يستطيعوا التأقلم هناك بعد أن تعودوا على نظام الحياة في سنغافورة، وكانت فرصتهم في سنغافورة أفضل من الخليج العربي آنذاك.

## الوقت الحاضر في سنغافورة
يواجه الحضارم في سنغافورة أزمة الهوية الآن، فالجيل الجديد لا يستطيع أن يتكلم اللغة العربية بينما قفدوا انتسابهم إلى حضرموت، وقد كان السبب الرئيسي في ذلك هو توقف الأهل في إرسال أبنائهم إلى حضرموت، تدرك الجالية العربية ضعف اللغة العربية وهذه مشكلة رئيسية بالنسبة لهم، فقاموا بإنشاء مركز باللغة العربية، على أمل أن يتعلم الجيل الصاعد لغتهم العربية وثقافتهم وتراثهم، لقد كان التحدي الذي يواجه الجالية هو بقاء الهوية، فمن الضروري التواصل مع حضرموت وبخاصة السفر إلى هناك وهذا ما كان يحتاج إلى التشجيع.

## تعداد عرب سنغافورة اليوم
سنغافورة مدينة عالمية، شعبها مكون من مجموعة من الأعراق، تشير الإحصاءات إلى أن التعداد العام للسكان في عام 1990 للميلاد يتكون من أغلبية صينية بحوالي 74% من مجموع السكان، بينما يشكل الملايو الأصليون حوالي 14% بينما يشكل الهنود حوالي أقل من 10% بينما يكون الباقون في فئة «الآخرون» وهم ذو الأصول الفلبينية، الأوراسية (خليط أوروبي وآسيوي)، الفيتنامية، والعربية، وتشير الإحصاءات أيضا إلى أن العرب يبلغون حوالي 7 آلاف، ولكن التخمينات الغير رسمية تشير إلى أن عدد العرب يقارب 10 آلاف والسبب في هذا الاختلاف في الأرقام أن هناك عدد كبير من الجالية العربية الحالية معرفة على أنها تنتمي لعرق الملايو في الإحصاءات الرسمية، إن النسبة الساحقة لهذه الجالية العربية من أصل حضرمي.

## عرب سنغافورة وأملاكهم اليوم
الحضارم السنغافوريون كانوا من أصحاب الأملاك الرئيسية في البلاد، وكانت العوائل الكبيرة تقوم بإنشاء الوقف الذي كانت تساعد جميع العائلة على المسكن وحتى أصبحت أوقاف خيرية مفتوحة للجميع، واليوم معظم المناطق التي فيها المراكز التجارية في سنغافورة كانت ملك الحضارم، هذه الأوقاف تحمل أسماء العوائل الحضرمية، سواء الخاصة منها أو الخيرية، وكانت هذه الأوقاف من أحد الأسباب التي أعطت سمعة جيدة للجاليات العربية بين المسلمين في سنغافورة.

## عوامل ضعف عرب سنغافورة
في السنوات الأخيرة، كانت هناك أربعة عوامل أثرت على الأوقاف وأضعفت وضع الجالية العربية، وقد كانت العوامل الثلاثة الأولى نتيجة السياسات الحكومية.

### العامل الأول
كان تشريع الإدارة لتفعيل القانون الإسلامي في عام 1968 للميلاد، إن مجلس سنغافورة الإسلامي هو الهيئة المسؤولة عن الإشراف الآن على إدارة الأوقاف الخيرية في سنغافورة، الأوصياء العرب كانوا يقومون بالتحكم الكامل في أوقافهم قبل تطبيق هذا التشريع. ومع نقل إدارة الأوقاف للمجلس، تم إضعاف سلطة العرب على الأوقاف بشكل كبير. تأثرت رابطة الأوقاف مع ضعف الإدارة العربية لها لأن المحسنون الداعمون لهذه الأوقاف قد قللوا اتصالهم بها عن طريق توقف المعونات الخيرية لهذه الأوقاف التي أصبحت غير مرئية للناس.

### العامل الثاني
لقد كان العامل الثاني هو تشريع قانون الرقابة على الإيجارات في عام 1947 للميلاد، وقد تمت السيطرة على الإيجارات قبل الحرب، بل في الواقع تم تجميدها، وقد تضاءلت مدخولات العوائل العربية من أملاكهم تماما قبل الحرب. وقد أدى هبوط الدخل من هذه الأملاك إلى تقلص نفوذ العرب اقتصاديا، ولسوء الحظ، لم يكن العرب في استعداد لمثل هذا الهبوط الحاد في الإيرادات؛ فلم يقوموا بتعليم أبنائهم في المدارس الغربية لأن أغلبهم قد ذهب إلى المدارس العربية في سنغافورة، وبعض العوائل الأخرى لم تقوم بإرسال أبنائها لتلقي أي تعليم رسمي على الإطلاق، وبعد تلك التنمية الرهيبة التي حدثت في سنغافورة في فترة الستينات جعلت الأمر صعبا على العرب في المنافسة.

### العامل الثالث
العامل الثالث كان قانون استملاك الأراضي، وكما يعلم الجميع بأن الأراضي شحيحة في سنغافورة فقد كانت هذه هي سياسة الحكومة بأن يكون لديها السيطرة التامة على استعمال الأراضي. لقد شجع قانون استملاك الأراضي الحكومة على التجديد الحضري للأرض المكتسبة ويدفع التعويض على الصيغة المحددة سلفا، وقد كانت كميات التعويض أقل بكثير من سعر السوق السائدة. لقد قامت الحكومة بتشريع حملات استملاكية للأراضي في السبعينات والثمانينات، أملاك ما قبل الحرب كانت الهدف الرئيسي للاستملاك، وقد خضعت سنغافورة أيضا ببرنامج تطويري، وقد كانت هذه الممتلكات خاضعة لرقابة الإيجارات، ولم يتم القدرة على إبعاد هؤلاء المستأجرين. لم يكن بالمقدور تطوير هذه الممتلكات، وقد كانت الممتلكات الهامة خاصة بالعرب، فقد تم دفع تعويض الغير مجزي والأقل بكثير من القيمة الواقعية، وقد أدى ذلك إلى تآكل الثراء والنفوذ العربي، وقد أدى ذلك إلى تضاءل الهوية العربية كأصحاب ملك كبار.
مستوطنة عائلة الشيخ سالم طالب، على سبيل المثال، كانت الأملاك التي مدونة لديهم بعد التدقيق أكثر من ثلاث صفحات، لكن الحسابات الحالية أقل من صفحة واحدة، أكثر من نصف هذه الممتلكات قد تم الحصول عليها من قبل الحكومة. أيضا السقاف (Perseverance Estate) تم الحصول عليها في عام 1962 للميلاد لتجديد المناطق الحضرية، وقد تم الحصول أيضا على 10 هكتار من قطعة أرض في منطقة أساسية كان قد تبرعت بها عائلة الجنيد إلى صندوق الائتمان الإسلامي ليتم تطويره وذلك ليقوم دخله بخدمة مشاريع الرفاهية، لقد كان غرض صندوق الائتمان الإسلامي بناء مسجد ومدرسة، لكن الحكومة لم تمنحهم ترخيص للبناء. قد تم حصول الحكومة على هذه الأرض في عام 1985 للميلاد. وفي سنغافورة اليوم، لم يعد العرب يملكون أي من الأراضي الرئيسية بعد تم انتزاعها منهم. يعتبر العديد من عرب سنغافورة بأن سياسة استملاك الأراضي كانت السبب الرئيسي لكلا الخاسرتين، سواء كانت المكانة المركزية والهوية العربية.

### العامل الرابع
لقد كان العامل الرابع هو استخدام الوكلاء المحترفون لإدارة الأوقاف بدلا من أفراد العائلة، لأن أغلب الأوقاف الخاصة بالعائلات الكبيرة كان لديهم مشاكل في سوء الإدارة أو الشك في الموثوق به إضافة إلى النزاعات القانونية، وبناء على ذلك يتم تعيين وكيل محترف، وقد كان له تأثير يشبه تماما إدارة تشريع القانون الإسلامي، فأصبحت إدارة الأوقاف غير شخصية وأيضا فقدت العوائل العربية تلك المنزلة الاجتماعية التي ارتبطت بهم.

### أسماء بعض العائلات العربية في سنغافورة
- Aboed ‘abūd / ‘abbūdعبود/ عبّود
- Aidid [‘aidīd عيديد
- Al Bin Said āl bin sa‘īd آل بن سعيد الكثيري
- Al Bukhari al-bukhārī البخاري
- Al Idrus al-‘aidarūs (also spelt Alaydrus) العيدروس
- Alatas [al-‘aṭṭās] العطاس
- Alaydrus al-‘aidarūs] العيدروس
- Bagais bā qais باقيس
- ??? AlHameed al-ḥāmeed الحميد(??? different from the Bin Hameed ??? bin-ḥāmeedبن حميد، ربما: بن حامد bin -ḥāmid أو : آل حميد āl-ḥumaid
- Albar al-bārالبار
- Bagis bā qis باقيس
- AlHabshi al-ḥabshī الحبشي
- AlHadad al-ḥaddād الحداد
- Alhadi [al-hādī] الهادي
- AlHadry al-ḥadrī الحدري
- AlHajri al-hajrī الهجري
- AlHamid [al-ḥāmid] الحامد(different from the Bin Hamid [bin-ḥāmid]بن حامد)
- AlJufry [al-jufrī] الجفري
- Aljunied [al-junaid]الجنيد
- Alkaff [al-kāf] الكاف
- AlKhairid [al-khirid] الخرد
- Alkhatib [al-khaṭīb]الخطيب
- AlKhatiri علامة استفهام الكثيري (but if Al Kathiri, pronunciation is [al-kathīrī] الخاطري)
- AlMadihid علامة استفهام[āl mudaiḥij]مديحج
- AlMahdaly [al-mahdalī] المهدلي
- AlMushaiya علامة استفهام[also al-mushaikh]
- AlNahdi [al-nahdī] النهدي - نهد
- AlNaziri علامة استفهام[al-nadhīri]
- Alqadri [al-qādirī] القادري
- AlQudsi [al-qudsī] القدسي
- Alsagoff [al-saqqāf] السقاف
- AlShahab [āl shihāb] آل شهاب (other names : Bin Shahab & Bin Shihab بن شهاب - all belong to the same family).
- Alsree [al-sirī] السري
- Altuywai [al-tuwai] التوي
- Alwaini [al-‘wuainī] العويني الكثيري
- Alyahya [āl yaḥya] آل يحيى
- Ashiblie [al shiblī] الشبلي
- al-Zair علامة استفهام(possibly also Az-zair)
- Baashin [bā ‘ashin] باعشن
- Badib [bā dhīb] باذيب
- Bafadhal [bā faḍl] بأفضل
- Bafanah [bā fana‘] بالإناء
- Bagharib [bā gharīb] باغريب
- Bagushair (Baq'shir) [bā qushair] باقشير
- Bahajaj [bā ḥajjāj] باحجاج
- Baharon [bā hārūn] باهارون
- Bahashwan [bā ḥashwān]باحشوان
- Bajrai [bā jirai]/[bā jurai] باجري
- Bakhbireh [bā khubairah] باخبيرة
- Balidram [bil-ladram] بالدرم or بن لدرم [bin ladram]
- Bamadhaj [bā madḥaj] بامدحج
- Banafe' [bā nāfi‘] بانافع
- Bana'ma [bā nā‘imah] باناعمة
- Ba'Arfan[bā ‘arfān] با عرفان
- Bajammal [bā jammāl]باجمال
- Baobed [bā ‘ubaid] باعبيد
- Barabbah [bā rabbā‘] بارباع
- Barajak [bā rajā’] بارجاء
- Barosh علامة استفهام [bā ruwish] باروش
- Basalamah [bā salāmah] بإسلامة
- Basharahil [bā sharāḥīl] باشراحيل
- Basrawi [baṣrāwī] بصراوي
- Baswedan [bā swaidān] باسويدان
- Bathef علامة استفهام[ bā ṭahaf] باطهف
- Belwael [ba l-wa‘l] بالوعل / بلوعل (also known as Balweel or Balwael or Belweil [bil wi‘il]) (Classical Arabic أبا الوعل)
- Bin Abdat [bin ‘abdāt] (also [bin ‘ibdāt]) بن عبدات
- Bin Diab [bin dhiyāb]بن ذياب
- Bin Hamid [bin ḥāmid] بن حامد
- Bin Hassan [bin ḥasan] بن حسن
- Bin Rabak [bin raba‘] بن ربع (possibly [bin rabbā‘] بن ربّاع)
- Bin Shahab [bin shihāb] بن شهاب
- Bin Shaykh Abu Bakar [bin al-shaikh abu-bakr] بن الشيخ أبوبكر
- Bin Shelham علامة استفهام[bin shalham] بن شلهم
- Bin Tahir [bin ṭāhir] بن طاهر
- Bin Talib [bin ṭālib] بن طالب
- Binsmit [bin ṣumaiṭ] بن سميط
- Harharah [(bin) harharah] بن هرهرة
- Jawas [jawwās] جواس
- Lahdji [al laḥjī] اللحجي
- Lajam [la‘jam] لعجم (Classical Arabic الاعجم)
- Magad علامة استفهامالمقد
- Mattar [al-maṭar] المطر
- San'ani [al-ṣan‘ānī]الصنعاني (previously Al-Jaisi - the name change occurred after they moved to San'aa).

Alhendwan-الهندوان